# Villa Bremer Straße 27
Die Villa Bremer Straße 27 in der niedersächsischen Stadt Bremervörde wurde zum Ende des 19. Jahrhunderts gebaut. Aktuell (2025) wird sie zum Wohnen genutzt.
Das Gebäude steht unter Denkmalschutz (siehe auch Liste der Baudenkmale in Bremervörde).

## Geschichte und Beschreibung
Bremervörde war um 1000 Sitz der Wasserburg Vörde an der Oste und gehört zum Landkreis Rotenburg (Wümme). Eine Stadterweiterung fand im späten 19. und frühen 20. Jahrhundert statt.
Das zweigeschossige traufständige verputzte Gebäude mit pfannengedecktem Krüppelwalmdach und seitlichem Giebelrisalit zur Straße wurde 1899 (Inschrift) für den wohlhabenden Rentier Friedrich Thies gebaut. Die sehr differenzierte Fassade wurde mit Erkern, Vorbauten und Putzgliederungen sowie Fensterrahmungen gestaltet. Nordöstlich schließt ein Eingangsvorbau an.
Das Landesdenkmalamt befand u. a.: „… Es trägt entsprechend für die Villenbebauung um 1900 charakteristische Merkmale …“